# Ellsinore (Missouri)
Ellsinore est une ville du comté de Carter, dans le Missouri, aux États-Unis,. Située à l'est du comté, elle est créée en 1888 et incorporée en 1913.

## Démographie
Lors du recensement de 2010, la ville comptait une population de 446 habitants. Elle est estimée, en 2016, à 450 habitants.

## Source de la traduction
- (en) Cet article est partiellement ou en totalité issu de l’article de Wikipédia en anglais intitulé « Ellsinore, Missouri » (voir la liste des auteurs).